# Gotenc
Gotenc je naselje v Občini Kostel.